# Panàrino
Panàrino (en rus: Панарино) és un poble de l'óblast de Tula, a Rússia, segons el cens del 2010 tenia 270 habitants.